# USS George M. Neal (DDG-131)
«Джордж Нейл» (англ. USS George M. Neal (DDG-131)) - ескадрений міноносець КРО типу «Арлі Берк» ВМС США, серії III.

## Історія створення
Ескадрений міноносець «Джордж Нейл» був замовлений 27 вересня 2018 року. Це 81-й корабель даного типу.
Свою назву отримав на честь ветерана та військовополоненого під час Корейської війни Джорджа Нейла (англ. George Milton Neal), нагородженого Військово-морським хрестом .